# アパテイア

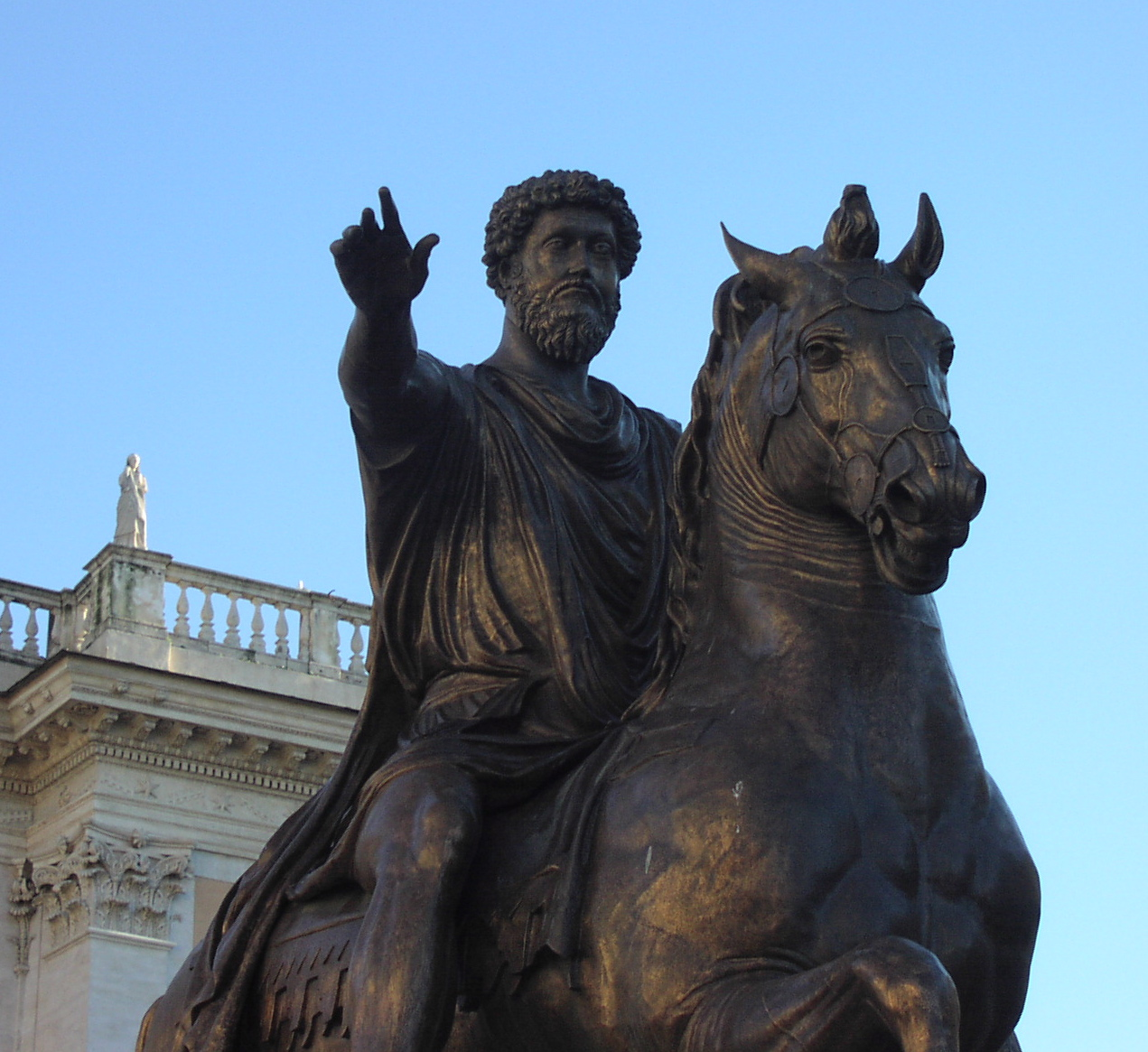
ストア派の哲学者、マルクス・アウレリウス

アパテイアまたはアパテイアー（古希: ἀπάθεια apatheia）は、ギリシア哲学の概念。「感情（パトス）がない状態」を指す。無情念、不動心などとも翻訳される。特にストア派において理想的な境地とされた。

## ストア派
ストア派によれば、不幸の源は、怒りや悲しみといった感情（パトス）である。ストア派の賢者は、こうした感情にまどわされず、理性（ロゴス）に従って生きるとされる。アパテイアは「精神の城塞」をもつこととも表現される。
ストア派の賢者でも、喜びのような「良い感情」はもつとされる（エウパテイア）。アパテイアの類義語に「メトリオパテイア」（適度に感情をもつ状態）があり、中庸を重視するペリパトス派との論争点になった。ストア派が怒りを否定したのに対し、ペリパトス派やエピクロス派は怒りが必要なときもあるとした。
ストア派の外部からは、感情を否定するストア派は非人間的として批判・揶揄の対象になった（ゲッリウス『アッティカの夜』）。現代語の「ストイック」が「禁欲的」という意味をもつのもアパテイアが一因となっている。

## ストア派以外
ストア派より前に、キュニコス派もアパテイアを説いた。ストア派の後では、新プラトン主義や、古代末期のキリスト教（ギリシア教父・初期修道院）でも説かれた。
精神医学や社会学の用語「アパシー」はアパテイアに由来するが、意味は異なる。